# Pedicularis orizabae
Pedicularis orizabae är en snyltrotsväxtart som beskrevs av Adelbert von Chamisso och Schltdl.. Pedicularis orizabae ingår i släktet spiror, och familjen snyltrotsväxter. Inga underarter finns listade i Catalogue of Life.